# Häggsjön (Hotagens socken, Jämtland)
Häggsjön är en sjö i Krokoms kommun i Jämtland och ingår i Indalsälvens huvudavrinningsområde. Sjön är 65 meter djup, har en yta på 15,6 kvadratkilometer och är belägen 321,1 meter över havet.

## Delavrinningsområde
Häggsjön ingår i det delavrinningsområde (708750-142815) som SMHI kallar för Utloppet av Häggsjön. Medelhöjden är 376 meter över havet och ytan är 54,05 kvadratkilometer. Räknas de 28 avrinningsområdena uppströms in blir den ackumulerade arean 336,24 kvadratkilometer. Skärvångsån (Djupvattsån) som avvattnar avrinningsområdet har biflödesordning 3, vilket innebär att vattnet flödar genom totalt 3 vattendrag innan det når havet efter 279 kilometer. Avrinningsområdet består mestadels av skog (57 procent). Avrinningsområdet har 16,43 kvadratkilometer vattenytor vilket ger det en sjöprocent på 30,4 procent.